# 糸魚川郵便局
糸魚川郵便局（いといがわゆうびんきょく）は新潟県糸魚川市にある郵便局。民営化前の分類では集配普通郵便局であった。

## 概要
住所：〒941-8799 新潟県糸魚川市寺町1-9-5

## 沿革
- 1872年8月4日（明治5年7月1日） - 糸魚川町七間に糸魚川郵便取扱所として開設[1][2]。同年中に糸魚川郵便役所となる[3]。
- 1874年（明治7年）1月1日 - 糸魚川郵便局（四等）となる[2]。
- 1875年（明治8年）11月22日 - 為替取扱を開始[4]。
- 1879年（明治12年）3月10日 - 貯金取扱を開始[4]。
- 1889年（明治22年）10月16日 - 糸魚川郵便電信局となる。
- 1893年（明治26年） - 小包郵便事務取扱を開始[4]
- 1903年（明治36年）4月1日 - 通信官署官制の施行に伴い糸魚川郵便局となる。
- 1904年（明治37年）8月3日 - 大火により初代局舎類焼[4]。
- 1905年（明治38年） - 初代局舎と同じ七間町地内に局舎を新築[4]。
- 1916年（大正5年） - 簡易保険事務を開始[4]。
- 1926年（大正15年） - 郵便年金事務取扱を開始[4]。
- 1932年（昭和7年） - 大火で再び類焼[4]。
- 1933年（昭和8年）8月 - 新屋46番地（現在の富山第一銀行糸魚川支店のある場所）に移転[4]。
- 1950年（昭和25年）
  - 10月1日 - 特定郵便局から普通郵便局に局種別改定[5]。
  - 11月16日 - 電気通信業務の取扱を、新設の糸魚川電報電話局に移管[6]。
- 1952年（昭和27年）1月12日 - 新鉄（現在の白馬通りと南本町線の十字路角）に新局舎落成[7]。これを記念してスタンプも付けられる[4]。
- 1956年（昭和31年）
  - 10月 - 大糸線の開通に備えて増築工事を実施[8]。
  - 11月1日 - 電話通話および和文電報受付事務の取扱を開始。
- 1962年（昭和37年）1月 - 糸魚川町内会長たちが局舎手狭のため郵便局改築を陳情する[8]。
- 1965年（昭和40年）12月 - 移転が決定するが、価格や用地の広さの問題から用地は見つからず、移転が難航[8]。
- 1969年（昭和44年）3月 - 現在地を移転の最有力候補とする[8]。
- 1972年（昭和47年）2月27日 - 糸魚川市新田から、同市寺町に局舎を新築、移転[8]。同年2月28日開業[9]。
- 1985年（昭和60年）2月25日 - 西海郵便局から集配業務の全部と、梶屋敷郵便局から集配業務の一部[10]を移管。
- 1999年（平成11年） - 外国通貨の両替および旅行小切手の売買に関する業務取扱を開始。
- 2006年（平成18年）9月25日 - 小滝郵便局、根知郵便局、上早川郵便局からそれぞれ「949-04xx」「949-05xx」「949-12xx」区域の集配業務を移管[11]。
- 2007年（平成19年）10月1日 - 民営化に伴い、併設された郵便事業糸魚川支店に一部業務を移管。
- 2012年（平成24年）10月1日 - 日本郵便株式会社発足に伴い、郵便事業糸魚川支店を糸魚川郵便局に統合。

## 取扱内容
- 郵便、印紙、ゆうパック、内容証明
- 貯金、為替、振替、振込、国際送金、外貨両替、国債、投資信託
- 生命保険、バイク自賠責保険、自動車保険
- ゆうちょ銀行ATM
- 「941-00xx」「949-04xx」「949-05xx」「949-12xx」区域（糸魚川市（合併以前からの糸魚川市域））の集配業務
- ゆうゆう窓口

## 風景印
- 表記は『糸魚川』
- 図案は『奴奈川姫』・けんか祭りの『神輿』・『明星山』・『白馬岳』
- 使用開始日は1972年（昭和47年）6月20日

## 周辺
- 糸魚川簡易裁判所
- 国道8号

## アクセス
- 北陸新幹線・大糸線・えちごトキめき鉄道 糸魚川駅から北東へ約300m（徒歩約3分）
- 糸魚川バス 糸魚川駅前停留所下車
- 北陸自動車道 糸魚川ICから北東へ約2km
- 駐車場あり：10台